# شهرستان جبرات الشیخ
شهرستان جبرات الشیخ یک منطقهٔ مسکونی در سودان است که در کردفان شمالی واقع شده‌است.